# Волковы
Во́лковы — русские дворянские роды́, различного происхождения, три из которых причислены к столбовому дворянству.
При подаче документов 22 мая 1686 года для внесения рода в Бархатную книгу, была предоставлена родословная роспись Волковых, за подписью Тихона Волкова. В гербе данном из Польши, по запросу Палаты родословных дел записано: "Господа славные и храбрые Волки".
В Гербовник внесены пять фамилий Волковых:
1. Волковы, происходящие из старинной литовской фамилии Волк, известной ещё в XV веке (Герб. Часть I. № 70).
2. Волковы, потомки Семёна Афанасьевича Волкова, получившего (1626) в поместный оклад прежнее поместье своего отца (Герб. Часть VII. № 64).
3. Волковы, потомки Андрея Фёдоровича Волкова, жалованного поместьем (1680) (Герб. Часть VII. № 136).
4. Волков Илларион Спиридонович, возведённый во дворянство (1741) (Герб. Часть III. № 120).
5. Волков Фёдор Григорьевич, возведённый в дворянское достоинство (1799) (Герб. Часть III. № 139)[5].

## История рода
В 1445 году в бою у Суздаля погиб Зиновий Волков, его имя занесено в синодик Успенского Ростовского собора.
Иван Леонтьевич и вдова Василия  — Мария владели поместьями в Тверском уезде (1540). Григорий Михайлович упоминается в Казанском походе (1544). Мещеринин Панкратий (Панк) Кривопишин убит при взятии Казани (1552), его имя занесено в синодик московского Успенского Кремлёвского собора на вечное поминовение. При обороне г. Луки от литовских войск погибли: Богдан Нечаевич, Игнатий Остафьевич и Сава Фёдорович Волковы (1556). Степан и Фёдор Волковы упоминаются на третьей свадьбе Ивана Грозного.
Опричниками Ивана Грозного числились: Степан, Фёдор и Василий Ильичи, Василий Иванович, Воин, Матвей, Кондратий Матвеевич, Тютя, Олег Волковы (1573). Волков Чудин — сын боярский, ездил на реку Плюсу для переговоров со шведами (1585). Иван Васильевич Волков служил по Ряжску в атаманах и вёрстан поместьем (1594).
В конце XVI столетия в Тульском уезде владели поместьями семь представителей рода, в Орловском уезде семь представителей рода.
Сорок представителей рода владели населёнными имениями (1699).

## Дворянские рода Волковых
Среди семидесяти двух дворянских родов Волковых, есть несколько старинных родов. Древнейшие из них производят себя от «знатного» литвина Григория Волка, прибывшего в Россию в начале XVI века. В XVI и XVII веках многие Волковы служили воеводами, стольниками, стряпчими, послами, дьяками.
- Потомки Григория Волка — Григорий и Василий Михайловичи Волковы за московское осадное сидение в 1618 года пожалованы вотчинами в Ярославском уезде. Эта старейшая ветвь Волковых, потомков Григория Волка, происходящая от Василия Ивановича Волкова, записана в VI части родословных книг Вологодской, Костромской, Новгородской, Московской, Санкт-Петербургской и Ярославской губерний (Гербовник, I, 70).
- Абрам (Аврам) Васильевич Волков, ярославский помещик, участвовавший в 1634 году при осаде Смоленска. Его сын Алексей и внук Андрей убиты под Лесным (1707/1708). Из внуков последнего Алексей Андреевич († 1796), был генерал-губернатором тобольским и пермским (1788). Аполлон Андреевич (1739—1806) — сенатор. Сергей Аполлонович, († 1854), попечитель Московского университета. К этой же ветви принадлежит Юрий Александрович Волков, писатель. Этот род внесён в VI часть родословной книги Вологодской, Костромской, Московской, Полтавской и Ярославской губерний.
- Потомки Григория Волка, происходящие от Андрея Фёдоровича Волкова, испомещённого (1680), которому за службу в войну с Турцией пожалованы вотчины в Мосальском и Мещовском уездах (1685). Правнук его, Волков, Иван Фёдорович, генерал-майор, отличился при штурме Измаила. Род этот внесён в VI часть родословной книги Симбирской, Московской, Новгородской, Херсонской и Тамбовской губерний (Гербовник, VII, 136).
- Ещё одни потомки Григория Волка ведут начало от Семёна Афанасьевича, владевшего (1628) поместьями в Рузском уезде, испомещённого (1626). Записаны в VI части родословных книг Санкт-Петербургской и Московской губернии (Гербовник, VII, 64).
- Род Волковых, происходящий от Правотарха Кудеяровича, владевшего поместьем в Суздальском уезде (1628—1631), и его внуков Петра, Андрея и Ивана Сергеевичей, записан в VI часть родословных книг Владимирской и Костромской губерний.
- Род Волковых, происходящий от Ивана Григорьевича Волкова, стольника и воеводы в Саранске (1686 или 1689) и его потомство внесено в I часть родословной книги Саратовской губернии.
- Родоначальник рода Аввакум Волков, помещик Шацкого уезда (1719). Его потомство внесено в VI часть родословной книги Московской губернии.

В литовско-русских губерниях фамилия Волки, представителем данного рода являлся основатель старинного рода Волковых Григорий Павлович Волк, была распространена. Имеется древний шляхетский род Волки герба Трубы в Минской, Виленской, Могилёвской и Ковенской губерниях. Одним из общих предков рода Волки был староста Пенский под Ольшаной Миколай Волк. Этот Волк герба Трубы («Господа славные и храбрые Волки») оставил двух сыновей Фёдора и Николая. Поморский воевода Николай Волк с Ланевичей стал прародителем рода Волков-Ланевских, приписанного гербу Корчак. Фёдор Волк дед, отъехавшего к "царю Василию V", Григория Павловича Волка. За этот отъезд, оставшиеся в ВКЛ родичи Григория Волка, были подвергнуты «инфамии» и лишь правнук Григория Волка — боярин Левон Григорьевич Волк, за верную службу, получил (1553) право на вотчины в Речицком повете от Анны Боны (Боны Сфорца д’Арагона — великой княгини Литовской), подтверждённое (1562) грамотой короля Сигизмунда Августа, потомки Леона Григорьевича стали прозываться Волки-Леоновичи.
Дворянские роды Волковых, принадлежащие к новому, выслуженному дворянству внесены во II и III части родословной книги 22 губерний. Высочайшим позволением было утверждено в потомственном дворянстве и потомство брата известного основателя русского театра, Фёдора Григорьевича Волкова.
Волковы

## Описание гербов

#### Герб Волковых 1785 г.
В Гербовнике Анисима Титовича Князева 1785 г. имеется изображение двух печатей с гербами представителей рода:
1. Герб Григория Григорьевича Волкова: щит разделён горизонтально на две половины, из которых нижняя половины меньшая. В верхней большей половине, в синем поле, изображён золотой крест, в середине которого находится красная шапка княжеского достоинства. В нижней половине, в красном поле, изображён вертикально, серебряный меч, остриём вверх и на лезвии меча положена золотая корона. Щит увенчан дворянским шлемом, повёрнутым в правую сторону (дворянская корона на нём отсутствует). Сверху дворянского шлема на половину, изображение волка, держащего в лапах меч с нанизанной на него дворянской короной (лапами повёрнут в правую сторону, а мордой отвёрнут в левую сторону). Цветовая гамма намёта не определена.
2. Герб Николая Степановича Волкова: в серебряном поле щита изображена золотая пушка, дульным срезом вверх и на него положена дворянская корона. От правой стороны щита, до пушки, горизонтально, две синее полосы. В верхнем правом угле изображение белого полумесяца, а в левом углу — пушка. В нижнем правом и левом углах по белому полумесяцу. Щит увенчан дворянским шлемом с шейным клейнодом. Из шлема выходит наполовину орёл, головой вправо, с распростёртыми крыльями. Над орлом обыкновенная дворянская корона. Цветовая гамма намёта не определена[11].

#### Герб. Часть I. № 70.
Герб потомков Григория Волкова: В щите, имеющем серебряное поле, изображены три чёрные трубы ловчие, вместе золотым шнурком связанные, и под ними перстень. Щит увенчан обыкновенным дворянским шлемом со страусовыми перьями. Намёт на щит красный, подложен золотом. Лакиер отмечает этот герб, как разновидность польского герба Трубы — кольцо вместо середины положено особо под трубами. Среди шляхетских родов, использующих этот герб, указана фамилия Волк (пол. Wilk).

##### Герб. Часть III. № 58
Герб коллежского советника Николая Волкова пожалованного в потомственное дворянство (06 февраля 1848): в серебряном поле щита три чёрного цвета оправленные золотом ловчие рога, узкими отверстием соединённые вместе, по середине которых изображён чёрный меч остриём вниз. Щит украшен коронованным дворянским шлемом. Нашлемник: посредине двух страусовых пера чёрный меч. Намёт на щите чёрный подложен серебром.

#### Герблейб-кампанцаЧасть III. № 120
Герб потомков Лариона Спиридоновича Волкова: щит разделён перпендикулярно на две части, из них в правой в чёрном поле между тремя серебряными пятиугольными звёздами изображено золотое стропило, с означенными на нём тремя горящими гранатами натуральнаго цвета. В левой части в золотом поле чёрный волк, смотрящий назад с выставленным языком. Щит увенчан обыкновенным дворянскпм шлемом, на котором наложена лейб-кампании гренадерская шапка со страусовыми перьями, красного и белого цвета, а по сторонам этой шапки видны два чёрных орлиных крыла, и на них по три серебряные звезды. Намёт на щите чёрный, подложенный с правой стороны золотом, а с левой серебром.
Ларион Спиридонов сын Волков, находясь в Лейб-Компании, по Имянному блаженныя и вечой славы достойныя памяти Государыни Императрицы Елисавет Петровны 1741 года декабря 31-го дня Указу всемилостивейше пожалован с законными его от сего числа рождёнными и впредь рождаемыми детьми и потомством их в дворянское достоинство, и на оное 1748 декабря в 12-й день Диплом, с коего копия хранится в Герольдии.
Примечание: Илларион Спиридонович Волков происходил из крестьян Тобольского уезда. Служил (с 1708), в гвардии (с 1714), капитан, († 07 марта 1758).

#### Герб. Часть V. № 139.
Герб потомства Фёдора Григорьевича Волкова: в щите, имеющем красное поле, посередине горизонтально изображены два серебряных вместе соединённых стропила и над ними серебряная роза. Щит увенчан обыкновенным дворянским шлемом с дворянской на нём короной и тремя страусовыми перьями. Намёт на щит красный, подложенный серебром.

#### Герб. Часть VII. № 64.
Герб потомства Семёна Афанасьевича Волкова: щит разделён на четыре части, из них в первой в красном поле крестообразно положены две серебряных шпаги, остроконечием вверх. Во второй в золотом поле чёрный волк, стоящий на задних лапах, обращённый вправо. В третьей в голубом поле изображён золотым рог и под ним в серебряном поле дерево натурального цвета. В четвёртой части в красном поле серебряная башня с тремя зубцами. Щит увенчан дворянскими шлемом и короной, на поверхности которой видны два оленьих рога. Намёт на щите золотой, подложенный зелёным.

#### Герб. Часть VII. № 136.
Герб потомства Андрея Фёдоровича Волкова: В щите, разделённом надвое, в верхней половине в красном поле крестообразно положены две серебряные шпаги, остроконечием вверх. В нижней половине в голубом поле поставлены две серебряных башни. Щит увенчан дворянскими шлемом и короной со страусовыми перьями. Намёт на щите золотой, подложенный голубым. Щит держат два льва.

#### Герб. Часть XVIII. № 14.
Герб Волковых-Муромцовых: в серебряном щите три чёрных с золотыми поясками охотничьих рога, связанные золотым шнуром, внизу коих золотой с червлёным (красным) камнем перстень. В червлёной главе щита золотая шестиконечная звезда. Щит увенчан дворянским коронованным шлемом. Нашлемник: пять страусовых перьев: среднее — чёрное, второе — серебряное, четвёртое — золотое, крайние — красные. Намёт: справа чёрный с серебром, слева красный с золотом. Щитодержатели: два волка натурального цвета с красными глазами и языками.

#### Герб. Часть XX. № 12.
Герб актёров Григория и Фёдора Волковых пожалованных дворянством (10 сентября 1765): щит поделён горизонтально. Верхняя золотая часть поделена голубым крестом, в середине креста золотая императорская корона. В нижней, красной части, вертикально, серебряный кинжал с золотой рукоятью, остриём вверх, проходит сквозь золотую диадему. Щит увенчан дворянским шлемом. На нём встающий волк натурального цвета, смотрит назад. В лапах он держит серебряный кинжал с золотой рукояткой, остриём вверх. Намёт справа голубой, подложен золотом, слева красный, подложен серебром (сравни с гербом № 1 из гербовника Князева).
Примечание: Григорий Григорьевич Волков (1735—1775) и Фёдор Григорьевич Волков (1729—1763), актёры, возведены в потомственное дворянское достоинство (03 августа 1762) и жалованы дипломом (10 сентября 1765).

#### Геральдика
В изъяснении на герб И. С. Волкова, подписанном (29 июля 1746) В. Е. Адодуровым, отмечалось, что волк в левой его части помещён, как для согласия сего изображения с названием его фамилии, так и для памяти одержанных побед над хищным в те времена и бесчеловечным неприятелем.

## Известные представители
- Волков Лев Ильич — воевода в Перми (1614—1617).
- Волков Аггей Санчурович — убит при осаде Смоленска (1624).
- Волков Григорий — дьяк, воевода в Великом-Новгороде (1626—1630), Путивле (1636), Казани (1641—1643), Саранске (1688).
- Волков Василий — дьяк, воевода в Вязьме (1627—1628).
- Волков Иван Степанович — воевода в Ряжске (1639—1640).
- Волков Григорий Васильевич — воевода в Берёзове (1652), Терхах (1658—1659), Кузнецке (1673—1676).
- Волков Гаврила Хрисанфонович — воевода в Койгородке (1672—1673), Воронеже (1676—1677).
- Волков Лука — подьячий, воевода в Перми (1688—1694), Верхотурье (1691).
- Волков Артемий — дьяк, воевода в Севске (1689).
- Волков Лькьян — дьяк, воевода в Пскове (1699—1700)[20].
- Волков Андрей Алексеевич — офицер Семёновского полка убит в сражении под Лесным (1708)[5].
- Волков, Александр Александрович (генерал-лейтенант) (1778—1833) — генерал-лейтенант, начальник 2-го округа Корпуса жандармов, кавалер ордена Святого Георгия IV класса (в чине генерал-майора, № 4192; 25 декабря 1828)
- Волков, Александр Андреевич (1736—1788) — герольдмейстер
- Волков, Александр Аполлонович — камергер двора, предводитель дворянства Ярославской губернии
- Волков Александр Павлович (1810—1886) — тайный советник, губернатор Полтавской губернии
- Волков, Алексей Андреевич (генерал) (1738—1796) — генерал-поручик, Пермский и Тобольский генерал-губернатор.
- Волков, Аполлон Андреевич (1739—1806) — генерал-поручик, затем действительный тайный советник, сенатор
- Волков, Аполлон Николаевич (1819—1896) — тайный советник, Пензенский, Вятский губернатор
- Волков, Дмитрий Васильевич (1718—1785) — генерал-полицмейстер Санкт-Петербурга (1778—1780).
- Волков, Иван Фёдорович (1745—1823) — генерал-майор, командир Воронежского Гусарского полка.
- Волков, Михаил Михайлович (генерал-майор) (1776—1820) — генерал-майор, кавалер ордена Святого Георгия IV класса
- Волков, Николай Аполлонович (1795—1858) — действительный статский советник, московский уездный предводитель дворянства, кавалер ордена Святого Георгия IV класса (в чине штабс-капитана, № 2979; 17 октября 1814)
- Волков, Николай Павлович (1812—1867) — генерал-лейтенант, губернатор Олонецой губернии
- Волков, Пётр Николаевич (1817—1899) — генерал от кавалерии, генерал-адъютант, член Военного совета
- Волков, Платон Степанович — предводитель дворянства Вологодской губернии

### Кавалеры ордена Святого Георгия IV класса
- Волков, Александр Григорьевич; полковник; № 9086; 26 ноября 1853
- Волков, Антон Петрович; генерал-майор; № 4323; 19 декабря 1829
- Волков, Григорий Гаврилович; полковник; № 3451; 26 ноября 1819
- Волков, Григорий Фёдорович; премьер-майор; № 1034; 26 ноября 1793
- Волков, Иван Григорьевич; капитан 1-го ранга; № 6759; 3 декабря 1842
- Волков, Иван Фёдорович; подполковник; № 496; 26 ноября 1787
- Волков, Карл Фёдорович; полковник; № 9098; 26 ноября 1853
- Волков, Михаил Кириллович; капитан; № 9245; 26 ноября 1853
- Волков, Николай Петрович; подполковник; № 10060; 26 ноября 1857
- Волков, Пётр Аполлонович; полковник; № 8198; 26 ноября 1849
- Волков, Пётр Гаврилович; майор; № 3745; 26 ноября 1823
- Волков, Пётр Лукич; капитан; № 237 (197); 26 ноября 1774
- Волков, Семён Алексеевич; генерал-майор.
- Волков, Сергей Иванович; генерал-майор; № 9641; 26 ноября 1855
- Волков, Тимофей Алексеевич; подполковник; № 6496; 5 декабря 1841
- Василий Волков, «сын московского служилого дворянина» — персонаж романа «Пётр I» А. Н. Толстого, муж Александры Бровкиной

## Память
- Барельеф актёра, основателя русского драматического театра дворянина Фёдора Григорьевича Волкова, который увековечен также в памятнике-монументе Тысячелетие России[21].